# Filmografia de l'Ànec Donald

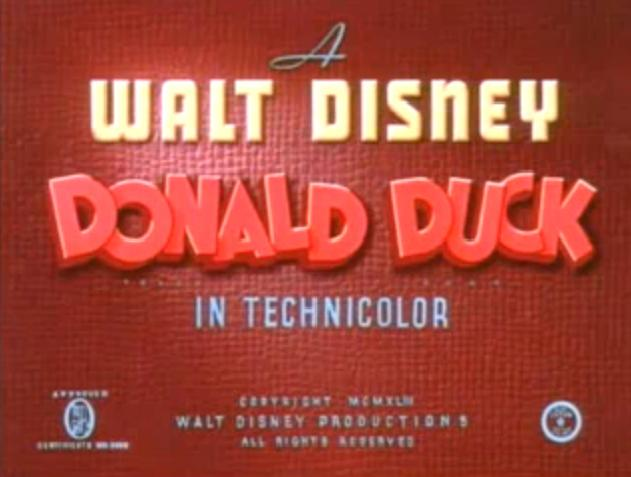
A Donald Duck Cartoon.

Aquesta és una llista d'aparicions cinematogràfiques del personatge de ficció de Walt Disney Donald Duck.

## Curtmetratges animats

### 1930
1934
- The Wise Little Hen, estrenat el 9 de juny de 1934 – un curtmetratge de les Silly Simphonies
- Orphan's Benefit, estrenat l'11 d'agost de 1934– un curtmetratge de Mickey Mouse. (Un remake va ser estrenat el 22 d'agost de 1941)
- The Dognapper, estrenat el 17 de novembre de 1934 – un curtmetratge de Mickey Mouse.

1935
- The Band Concert, estrenat el 23 de febrer de 1935 – un curtmetratge de Mickey Mouse.
- Mickey's Service Station, estrenat el 16 de març de 1935 – un curtmetratge de Mickey Mouse.
- Mickey's Fire Brigade, estrenat el 3 d'agost de 1935 – un curtmetratge de Mickey Mouse.
- On Ice, estrenat el 28 de setembre de 1935 – un curtmetratge de Mickey Mouse.

1936
- Mickey's Polo Team, estrenat el 4 de gener de 1936 – un curtmetratge de Mickey Mouse.
- Orphans' Picnic, estrenat el 15 de febrer de 1936 – un curtmetratge de Mickey Mouse.
- Donald and Pluto, estrenat el 12 de setembre de 1936 – un curtmetratge de Donald i Pluto.
- Mickey's Grand Opera, estrenat el 7 de març de 1936– un curtmetratge de Mickey Mouse.
- Moving Day, estrenat el 20 de juny de 1936 – un curtmetratge de Mickey Mouse.
- Alpine Climbers, estrenat el 25 de juliol de 1936 – un curtmetratge de Mickey Mouse.
- Mickey's Circus, estrenat l'1 d'agost de 1936 – un curtmetratge de Mickey Mouse.

1937
- Don Donald, estrenat el 9 de gener de 1937 – Primer curtmetratge de Donald i Daisy.
- Magician Mickey, estrenat el 6 de febrer de 1937 – un curtmetratge de Mickey Mouse.
- Moose Hunters, estrenat el 20 de febrer de 1937 – un curtmetratge de Mickey Mouse.
- Mickey's Amateurs, estrenat el 17 d'abril de 1937 – un curtmetratge de Mickey Mouse.
- Modern Inventions, estrenat el 29 de maig de 1937 – últim curtmetratge animat de Disney distribuït per United Artists.
- Hawaiian Holiday, estrenat el 24 de setembre de 1937 – un curtmetratge de Mickey Mouse.
- Clock Cleaners, estrenat el 15 d'octubre de 1937 – un curtmetratge de Mickey Mouse.
- Donald's Ostrich, estrenat el 10 de desembre de 1937
- Lonesome Ghosts, estrenat el 24 de desembre de 1937 – un curtmetratge de Mickey Mouse.

1938
- Self Control, estrenat l'11 de febrer de 1938
- Boat Builders, estrenat el 29 de febrer de 1938 – un curtmetratge de Mickey Mouse.
- Donald's Better Self, estrenat l'11 de març de 1938
- Donald's Nephews, estrenat el 15 d'abril de 1938
- Mickey's Trailer, estrenat el 6 de maig de 1938 – un curtmetratge de Mickey Mouse.
- Polar Trappers amb Goofy, estrenat el 17 de juny de 1938– un curtmetratge de Donald i Goofy.
- Good Scouts, estrenat el 8 de juliol de 1938
- The Fox Hunt amb Goofy, estrenat el 9 de juliol de 1938– un curtmetratge de Donald i Goofy.
- The Whalers, estrenat el 19 d'agost de 1938 – un curtmetratge de Mickey Mouse.
- Donald's Golf Game, estrenat el 4 de novembre de 1938
- Mother Goose Goes Hollywood, estrenat el 23 de desembre de 1938 (cameo) – un curtmetratge de les Silly Simphonies

1939
- The Standard Parade, estrenat el 30 de setembre de 1939 (Cameo) – un curtmetratge de Mickey Mouse.
- Donald's Lucky Day, estrenat el 13 de gener de 1939
- The Hockey Champ, estrenat el 28 d'abril de 1939
- Donald's Cousin Gus, estrenat el 19 de maig de 1939
- Beach Picnic, estrenat el 9 de juny de 1939 - un curtmetratge de Donald i Pluto
- Sea Scouts, estrenat el 30 de juny de 1939
- Donald's Penguin, estrenat l'11 d'agost de 1939
- The Autograph Hound, estrenat l'1 de setembre de 1939
- Officer Duck, estrenat el 10 d'octubre de 1939

### 1940
1940
- The Riveter, estrenat el 15 de març de 1940.
- Donald's Dog Laundry, estrenat el 5 d'abril de 1940 - un curtmetratge de Donald i Pluto
- Tugboat Mickey, estrenat el 26 d'abril de 1940 – un curtmetratge de Mickey Mouse.
- Billposters with Goofy, estrenat el 17 de maig de 1940 – un curtmetratge de Donald i Goofy.
- Mr. Duck Steps Out, estrenat el 7 de juny de 1940
- Put-Put Troubles, estrenat el 19 de juliol de 1940 - un curtmetratge de Donald i Pluto
- Donald's Vacation, estrenat el 9 d'agost de 1940.
- The Volunteer Worker, estrenat l'1 de setembre de 1940.
- Window Cleaners, estrenat el 20 de setembre de 1940 - un curtmetratge de Donald i Pluto
- Fire Chief, estrenat el 13 de desembre de 1940.

1941
- Timber, estrenat el 10 de gener de 1941.
- Golden Eggs, estrenat el 7 de març de 1941.
- A Good Time for A Dime, estrenat el 9 de maig de 1941.
- The Nifty Nineties, restrenat el 20 de juny de 1941 (Cameo) – un curtmetratge de Mickey Mouse.
- Early to Bed, estrenat l'11 de juliol de 1941.
- Truant Officer Donald,estrenat l'1 d'agost de 1941.
- Orphan's Benefit, estrenat el 22 d'agost de 1941. – un curtmetratge de Mickey Mouse. (Remake del curt estrenat l'11 d'agost de 1934.)
- Old MacDonald Duck, estrenat el 12 de setembre de 1941.
- Donald's Camera, estrenat el 24 d'octubre de 1941.
- Chef Donald, estrenat el 5 de desembre de 1941.

1942
- Donald's Decision, estrenat l'11 de gener de 1942.
- All Together, estrenat el 13 de gener de 1942 – un curtmetratge de la Segona Guerra Mundial.
- The Village Smithy, estrenat el 16 de gener de 1942.
- The New Spirit, estrenat el 23 de gener de 1942.
- Mickey's Birthday Party, estrenat el 7 de febrer de 1942 – un curtmetratge de Mickey Mouse.
- Symphony Hour, estrenat el 20 de març de 1942 – un curtmetratge de Mickey Mouse.
- Donald's Snow Fight, estrenat el 10 d'abril de 1942.
- Donald Gets Drafted, estrenat l'1 de maig de 1942.
- Donald's Garden, estrenat el 12 de juny de 1942.
- Donald's Gold Mine, estrenat el 24 de juliol de 1942.
- The Vanishing Private, estrenat el 25 de setembre de 1942.
- Sky Trooper, estrenat el 6 de novembre de 1942.
- Bellboy Donald, estrenat el 18 de desembre de 1942.

1943
- Der Fuehrer's Face, estrenat l'1 de gener de 1943.

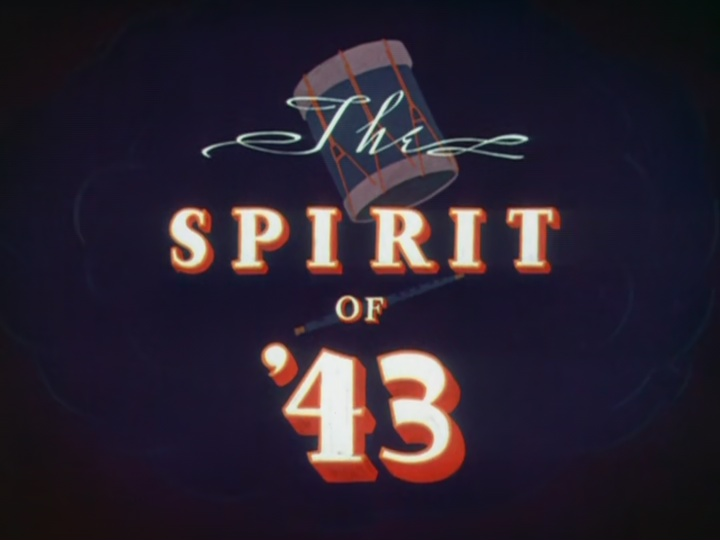
The Spirit of '43.

- The Spirit of '43, estrenat el 7 de gener de 1943, primera aparició de l'Oncle Garrepa.
- Donald's Tire Trouble, estrenat el 29 de gener de 1943.
- Lake Titicaca, estrenat el 6 de febrer de 1943 - segment del llargmetratge Saludos Amigos
- Aquarela do Brasil, estrenat el 6 de febrer de 1943 - segment del llargmetratge Saludos Amigos
- The Flying Jalopy, estrenat el 12 de març de 1943.
- Fall Out Fall In, estrenat el 23 d'abril de 1943.
- The Old Army Game, estrenat el 5 de novembre de 1943.
- Home Defense, estrenat el 26 de novembre de 1943.

1944
- Trombone Trouble, estrenat el 18 de febrer de 1944.
- Donald Duck & The Gorilla, estrenat el 31 de març de 1944.
- Contrary Condor, estrenat el 21 d'abril de 1944.
- Commando Duck, estrenat el 2 de juny de 1944.
- The Plastics Inventor, estrenat l'1 de setembre de 1944.
- Donald's Off Day, estrenat el 8 de desembre de 1944.

1945
- The Clock Watcher, estrenat el 26 de gener de 1945.
- The Three Caballeros, estrenat el 3 de febrer de 1945 – un llargmetratge de Donald Duck, Jose Carioca i Panchito Pistoles.
- The Eyes Have It, estrenat el 30 de març de 1945 - un curtmetratge de Donald i Pluto
- Donald's Crime, estrenat el 29 de juny de 1945.
- Duck Pimples, estrenat el 10 d'agost de 1945.
- No Sail With Goofy, estrenat el 7 de setembre de 1945 – un curtmetratge de Donald i Goofy.
- Cured Duck, estrenat el 26 d'octubre de 1945.
- Old Sequoia, estrenat el 21 de desembre de 1945.

1946
- Donald's Double Trouble,estrenat el 28 de juny de 1946.
- Wet Paint, estrenat el 9 d'agost de 1946.
- Dumb Bell of The Yukon, estrenat el 30 d'agost de 1946.
- Lighthouse Keeping, estrenat el 20 de setembre de 1946.
- Frank Duck Brings 'Em Back Alive amb Goofy, estrenat l'1 de novembre de 1946. – un curtmetratge de Donald i Goofy.

1947
- Straight Shooters, estrenat el 18 d'abril de 1947.
- Sleepy Time Donald, estrenat el 9 de maig de 1947.
- Clown of the Jungle, estrenat el 20 de juny de 1947.
- Donald's Dilemma, estrenat l'11 de juliol de 1947.
- Crazy With The Heat With Goofy, estrenat l'1 d'agost de 1947 – un curtmetratge de Donald i Goofy.
- Bootle Beetle, estrenat l'11 d'agost de 1947.
- Wide Open Spaces, estrenat el 12 de setembre de 1947.
- Mickey & The Beanstalk, estrenat el 27 de setembre de 1947 – segment del llargmetratge Fun and Fancy Free.
- Chip 'N' Dale, estrenat el 28 de novembre de 1947.

1948
- Drip Dippy Donald, estrenat el 5 de març de 1948.
- Blame It On The Samba, estrenat l'1 d'abril de 1948. segment del llargmetratge Melody Time.
- Daddy Duck, estrenat el 16 d'abril de 1948.
- Donald's Dream Voice, estrenat el 21 de maig de 1948.
- The Trial of Donald Duck, estrenat el 30 de juliol de 1948.
- Inferior Decorators, estrenat el 27 d'agost de 1948.
- Soup's On, estrenat el 15 d'octubre de 1948.
- Three for Breakfast, estrenat el 5 de novembre de 1948.
- Tea for Two Hundred, estrenat el 24 de desembre de 1948.

1949
- Donald's Happy Birthday, estrenat l'11 de febrer de 1949.
- Sea Salts,estrenat el 8 d'abril de 1949.
- Winter Storage, estrenat el 3 de juny de 1949.
- Honey Harvester, estrenat el 5'agost de 1949.
- All in a Nutshell, estrenat el 2 de setembre de 1949.
- The Greener Yard, estrenat el 14 d'octubre de 1949.
- Slide, Donald, Slide, estrenat el 25 de novembre de 1949.
- Toy Tinkers, estrenat el 16 de desembre de 1949.

### 1950
1950
- Lion Around, estrenat el 20 de gener de 1950.
- Crazy Over Daisy, estrenat el 24 de març de 1950.
- Trailer Horn, estrenat el 28 d'abril de 1950.
- Hook, Lion & Sinker, estrenat l'1 de setembre de 1950.
- Bee At The Beach, estrenat el 13 d'octubre de 1950.
- Out On A Limb, estrenat el 15 de desembre de 1950.

1951
- Dude Duck, estrenat el 2 de març de 1951.
- Corn Chips, estrenat el 23 de març de 1951.
- Test Pilot Donald, estrenat el 8 de juny de 1951.
- Lucky Number, restrenat el 20 de juliol de 1951.
- Out of Scale, restrenat el 2 de novembre de 1951.
- Bee On Guard, estrenat el 14 de desembre de 1951.

1952
- Donald Applecore, estrenat el 18 de gener de 1952.
- Let's Stick Together, estrenat el 25 d'abril de 1952.
- Uncle Donald's Ants, estrenat el 18 de juliol de 1952.
- Trick or Treat, estrenat el 10 d'octubre de 1952.
- Pluto's Christmas Tree, estrenat el 21 de novembre de 1952 (cameo) – un curtmetratge de Mickey Mouse.

1953
- Don's Fountain of Youth, estrenat el 30 de maig de 1953.
- The New Neighbor, estrenat l'1 d'agost de 1953.
- Rugged Bear, estrenat el 23 d'octubre de 1953.
- Working for Peanuts, estrenat l'11 de novembre de 1953.
- Canvas Back Duck, estrenat el 25 de desembre de 1953.

1954
- Spare The Rod, estrenat el 15 de gener de 1954.
- Donald's Diary, estrenat el 5 de març de 1954.
- Dragon Around, estrenat el 16 de juliol de 1954.
- Grin & Bear It, estrenat el 13 d'agost de 1954.
- The Flying Squirrel, estrenat el 12 de novembre de 1954.
- Grand Canyonscope, estrenat el 23 de desembre de 1954 – Primer curtmetratge d'animació distribuït per Buena Vista Distribution.

1955
- No Hunting, estrenat el 14 de gener de 1955.
- Lake Titicaca, estrenat el 18 de febrer de 1955.
- Bearly Asleep, estrenat el 19 d'agost de 1955.
- Beezy Bear, estrenat el 2 de setembre de 1955.
- Up A Tree, estrenat el 23 de setembre de 1955.

1956
- Chips Ahoy, estrenat el 24 de febrer de 1956. – Últim curtmetratge d'animació estrenat per RKO.
- How To Have An Accident In The Home, estrenat el 8 de juliol de 1956.

1957
- Cosmic Capers, estrenat el 1957 (educatiu, cameo)

1959
- Donald in Mathmagic Land, estrenat el 26 de juny de 1959 (educatiu)
- How To Have An Accident At Work, estrenat el 2 de setembre de 1959.

### 1960
- Donald & The Wheel, estrenat el 21 de juny de 1961 (educatiu)
- The Litterbug, estrenat el 21 de juny de 1961 – Últim dels curtmetratges clàssics de L'Ànec Donald.
- Donald Duck Goes West, pel·lícula recopilatòria estrenada el 23 de novembre de 1965.
- Donald Duck & His Companions, pel·lícula recopilatòria estrenada el 13 de setembre de 1968.
- Steel & America (anunci)
- Donald's Fire Survival Plan (educatiu)
- Planificacion Familiar 1968 ("Family Planning" -Planificació Familiar-, produït pel U.S. Population Council i distribuïda per l'Asociación Chilena de Protección de la Familia.) (educatiu)

### 1980
- Mickey's Christmas Carol, estrenat el 16 de desembre de 1983.

### 1990
- The Prince & The Pauper, estrenat el 16 de novembre de 1990 – un curtmetratge de Mickey Mouse.
- Stuck On Christmas, un segment de Mickey's Once upon a Christmas, llargmetratge estrenat en vídeo el 7 de desembre de 1999.
- Donald's Faild Fourth amb Daisy Duck

### 2000
2000
- Noah's Ark, segment del llargmetratge Fantasia 2000  estrenat l'1 de gener del 2000

2001
- Donald's Goofy World amb Goofy, estrenat el 5 de febrer de 2001 – un curtmetratge de Donald i Goofy estrenat a televisió, no al cinema.

## Aparicions destacades alsProgrames de televisió de Walt Disney
- The Donald Duck Story
- Donald's Award - Jiminy Cricket investigates Donald's behavior.
- A Day in the Life of Donald Duck
- That Is Your Life, Donald Duck